# Свигерс, Руди
Руди Свигерс (англ. Rudi Swiegers; род. 31 августа 1987, Кейптаун) — бывший канадский фигурист выступающий в парном катании. В паре с Пейдж Лоуренс, он — трёхкратный бронзовый призёр чемпионата Канады (2011—2013) и бронзовый призёр чемпионата четырёх континентов 2011. С 2015 года он выступал в паре с Хейли Белл. Однако в июне 2016 года пара приняла решение оставить большой спорт.
По состоянию на 16 июня 2011 года пара занимала 13-е место в рейтинге ISU.

## Программы
(с П. Лоуренс)
| Сезон     | Короткая программа                                           | Произвольная программа | Показательные выступления    |
| --------- | ------------------------------------------------------------ | --- | ---------------------------- |
| 2013—2014 | Olivier I Put a Spell on You Rudy’s Bock                     | Oz — The Great and Powerful |                              |
| 2012—2013 | Саундтрек к фильму «Робин и Мэриан» Джон Барри               | Саундтрек к фильму «Боевой конь» Джон Уильямс                                                                                              | Black Velvet Аланна Майлз    |
| 2011—2012 | Саундтрек к фильму «Битлджус» Дэниел Эльфман                 | «Дартаньян» Максим Родригес, Саундтрек к фильму «Человек в железной маске» Ник Гленни-Смит, Саундтрек к фильму «Новая Франция» Патрик Дойл |                              |
| 2010—2011 | Саундтрек к фильму «Городские пижоны» хореограф Бернард Форд | Саундтрек к фильму «Ван Хельсинг» Алан Сильвестри хореограф Бернард Форд                                                                   | «Sold» Джон Майкл Монтгомери |
| 2009—2010 | «The Baton Bunny» Милт Франклин хореограф Джейми Макгрегор   | Саундтрек к фильму «Ван Хельсинг» Алан Сильвестри хореограф Бернард Форд                                                                   |                              |
| 2008—2009 | «Orange Blossom Sorbet» Joe Trio                             | Разрисованная вуаль к фильму «Разрисованная вуаль» Александр Деспла                                                                        |                              |

## Результаты выступлений
(с Х. Белл)
| Соревнования/Сезон                | 2015—2016 |
| --------------------------------- | --------- |
| Этапы Гран-при: Кубок Ростелекома | 8         |
| Skate Canada Autumn Classic       | 5         |
| Чемпионаты Канады                 | 8         |

(с П. Лоуренс)
| Соревнования/Сезон                        | 2005—2006 | 2006—2007 | 2007—2008 | 2008—2009 | 2009—2010 | 2010—2011 | 2011—2012 | 2012—2013 | 2013—2014 |
| ----------------------------------------- | --------- | --------- | --------- | --------- | --------- | --------- | --------- | --------- | --------- |
| Чемпионаты четырёх континентов            |           |           |           |           |           | 3         | 7         | 6         |           |
| Чемпионат мира среди юниоров              |           |           |           | 4         |           |           |           |           |           |
| Чемпионаты Канады                         | 14 J.     | 14 J.     | 2 J.      | 4         | 6         | 3         | 3         | 3         |           |
| Skate Canada International                |           |           |           |           |           | 3         | 8         | 4         | 4         |
| Cup of Russia                             |           |           |           |           |           | 5         |           | 4         |           |
| NHK Trophy                                |           |           |           |           | 7         |           |           |           | 6         |
| Nebelhorn Trophy                          |           |           |           |           |           |           | 5         |           |           |
| U.S. Int. FS Classics                     |           |           |           |           |           |           |           |           | 5         |
| Этапы юниорского Гран-При, Беларусь       |           |           |           | 8         |           |           |           |           |           |
| Этапы юниорского Гран-При, Великобритания |           |           |           | 5         |           |           |           |           |           |
| Этапы юниорского Гран-При, Германия       |           |           | 4         |           |           |           |           |           |           |

- J = юниорский уровень